# Kontorstol
En kontorstol er en specifik type stol, der er designet til brug ved borde i et kontor (deraf navnet). Den er generelt set komfortabel, kan tit justeres i højden af ryglænet samt i højden af selve stolen; et andet kendetegn er, at den tit kan rotere 360 grader omkring den lodrette akse og er tit på hjul. Tidligere havde kontorstole 4 ben med hjul; men af sikkerhedsgrunde er der nu 5 ben med hjul, så stolen står mere stabilt. Der stilles en række tekniske krav fra myndighedsside.